# François Buloz
François Buloz, född den 20 september 1803  i Vulbens, Haute-Savoie, död den 12 januari 1877 i Paris, var en fransk publicist.
Buloz var från 1831 redaktör för tidskriften Revue des Deux Mondes, vars egentlige grundare han var. Buloz son Charles Buloz (1843–1905) efterträdde fadern och var tidskriftens ledare 1877–1893.